# Living with You
„Living with You“ je píseň velšského hudebníka a hudebního skladatele Johna Calea, která původně vyšla na jeho albu Shifty Adventures in Nookie Wood v říjnu 2012. Ještě dříve, koncem srpna 2012, vyšla její odlišná verze (nazvaná „Organic Mix“) jako B-strana singlu „Face to the Sky“. Tato verze je více očesaná než ta vydaná na albu.
Dne 25. února 2013 základní verze písně „Living with You“ vyšla na singlu doplněná ještě o organický mix dostupný původně jako B-strana singlu „Face to the Sky“ a to vše doplněné o remix písně od Laurel Halo. Remix je dlouhý necelých sedm minut a je spíše klidnější než originál.
V původní verzi písně vydané na albu Shifty Adventures in Nookie Wood hrají vedle Calea (zpěv, klávesy, elektrická viola, elektrická kytara, perkuse) ještě Dustin Boyer (akustická kytara) a Michael Jerome Moore (bicí, cajón).

## Seznam skladeb
Autorem všech skladeb je John Cale.
| Pořadí         | Název                               | Délka |
| -------------- | ----------------------------------- | ----- |
| 1.             | Living with You                     | 4:03  |
| 2.             | Living with You (Organic Mix)       | 3:47  |
| 3.             | Living with You (Laurel Halo Remix) | 6:36  |
| Celková délka: | Celková délka:                      | 14:26 |